# Spring Lake (Carolina del Nord)
Spring Lake és una població dels Estats Units a l'estat de Carolina del Nord. Segons el cens del 2000 tenia 8.098 habitants.

## Demografia
Segons el cens del 2000, Spring Lake tenia 8.098 habitants, 3.109 habitatges i 2.117 famílies. La densitat de població era de 851,9 habitants per km².
Dels 3.109 habitatges en un 40,4% hi vivien nens de menys de 18 anys, en un 42,6% hi vivien parelles casades, en un 20,9% dones solteres, i en un 31,9% no eren unitats familiars. En el 24% dels habitatges hi vivien persones soles el 2,8% de les quals corresponia a persones de 65 anys o més que vivien soles. El nombre mitjà de persones vivint en cada habitatge era de 2,6 i el nombre mitjà de persones que vivien en cada família era de 3,08.
Per edats la població es repartia de la següent manera: un 30,3% tenia menys de 18 anys, un 16,9% entre 18 i 24, un 33,4% entre 25 i 44, un 14,7% de 45 a 60 i un 4,7% 65 anys o més.
L'edat mediana era de 26 anys. Per cada 100 dones de 18 o més anys hi havia 97,4 homes.
La renda mediana per habitatge era de 27.322 $ i la renda mediana per família de 28.300 $. Els homes tenien una renda mediana de 25.016 $ mentre que les dones 17.979 $. La renda per capita de la població era de 12.683 $. Entorn del 22,6% de les famílies i el 23,7% de la població estaven per davall del llindar de pobresa.

## Poblacions més properes
El següent diagrama mostra les poblacions més properes.